# Hypatima mangiferae
Hypatima mangiferae is een vlinder uit de familie tastermotten (Gelechiidae). De wetenschappelijke naam van deze soort is voor het eerst geldig gepubliceerd in 1989 door Sattler.
De soort komt voor in tropisch Afrika.